# گسگره
گسگره، روستایی از توابع بخش سردار جنگل شهرستان فومن در استان گیلان ایران است.

## جمعیت
این روستا در دهستان سردارجنگل قرار دارد و براساس سرشماری مرکز آمار ایران در سال ۱۳۸۵، جمعیت آن ۶۹۳ نفر (۲۱۳خانوار) بوده‌است. مردم این روستا همانند سایر بخش های سردار جنگل تالشی هستند